# Ляпушкин, Иван Андреевич
Иван Андреевич Ляпушкин (1909, село Поселение, Тифлисский уезд, Тифлисская губерния, Российская империя — неизвестно) — старший конюх колхоза имени Будённого Тетрицкаройского района, Грузинская ССР. Герой Социалистического Труда (1949).

## Биография
Родился в 1909 году в русской крестьянской семье в селе Поселение Тифлисского уезда. Окончил местную начальную школу. С начала 1930-х годов трудился конюхом в колхозе имени Будённого Тетрицкаройского района. В июне 1941 года призван в Красную Армию по мобилизации. Участвовал в Великой Отечественной войне. После демобилизации возвратился в Грузию и продолжил трудиться старшим конюхом в колхозе имени Будённого Тетрицкаройского района.
В 1948 году вырастил 31 жеребёнка от 31 кобыл. Указом Президиума Верховного Совета СССР от 11 августа 1949 года удостоен звания Героя Социалистического Труда за «получение высокой продуктивности животноводства в 1948 году» с вручением ордена Ленина и золотой медали «Серп и Молот» (№ 4429).
Этим же указом званием Героя Социалистического Труда были награждены председатель колхоза Георгий Константинович Биляев и заведующий колхозной конефермой Иван Константинович Скидин.
В 1965 году переехал в Крымский район Краснодарского края. Трудился конюхом, ездовым, сторожем в колхозе имени Ленина (сегодня — в городских границах города Крымска).
Дальнейшая судьба не известна.
Награды
- Герой Социалистического Труда
- Орден Ленина
- Медаль «За трудовую доблесть» (17.08.1948)